# Kościół Wniebowzięcia Najświętszej Maryi Panny w Warszawie
Kościół Wniebowzięcia Najświętszej Maryi Panny w Warszawie – rzymskokatolicki kościół parafialny znajdujący się w warszawskiej dzielnicy Wawer, na osiedlu Zerzeń. Należy do dekanatu anińskiego diecezji warszawsko-praskiej.

## Historia
Poprzedni kościół drewniany spłonął w 1739 roku. Budowa obecnej murowanej świątyni, którą ufundowała właścicielka dóbr wilanowskich, Aleksandra z Potockich Potocka, rozpoczęła się w 1880 roku. Zakończenie prac budowlanych oraz konsekracja kościoła odbyły się w 1888 roku. W 1917 roku zostały skonfiskowane dzwony i naczynia liturgiczne. 
W 1941 roku niemieckie władze okupacyjne nakazały oddawać na złom dzwony. W 1944 roku budowla została zniszczona przez artylerię. W latach 1950−1976 kościół został odbudowany według planów z 1880 roku. Prace polegały m.in. na zrekonstruowaniu wnętrza i budowie dzwonnicy. 
W 1977 roku kościół został wpisany do rejestru zabytków. 
W dniu 23 września 2006 roku została włączona zewnętrzna iluminacja świątyni. W latach 2007−2010 kościół został gruntownie wyremontowany (wykonano izolację pionową i poziomą murów zewnętrznych, zainstalowano ogrzewanie gazowe i wymalowano wnętrze).
W świątyni znajduje się zespół marmurowych ołtarzy pochodzących z okresu powojennej odbudowy według projektu Stanisława Marzyńskiego: główny z obrazem „Wniebowzięcie NMP”, boczny prawy − Serca Pana Jezusa i boczny lewy − św. Antoniego. W prezbiterium zespół witraży („Zbawiciel z hostią w otoczeniu aniołów”).  W obrębie przykościelnego cmentarza znajduje się zespół dobrze zachowanych nagrobków okolicznych dziedziców, głównie z połowy XIX wieku.